# Twilight of Honor
 Twilight of Honor és una pel·lícula estatunidenca dirigida per Boris Sagal, estrenada el 1963.

## Argument
Al novell advocat David Mitchell se li adjudica la defensa de Ben Brown, a qui les autoritats de Durango acusen d'haver assassinat Cole Clinton, un alt dirigent de la ciutat mexicana. Les irregularitats detectades al plec de càrrecs contra el seu client fan que Mitchell es decideixi a lluitar agosaradament per demostrar la innocència de Ben.

## Repartiment
- Richard Chamberlain: David Mitchell
- Nick Adams: Ben Brown
- Claude Rains: Art Harper
- Joan Blackman: Susan Harper
- James Gregory: Norris Bixby
- Joey Heatherton: Laura Mae Brown
- Pat Buttram: Cole Clinton
- George Mitchell: procurador general Paul Farish
- Linda Evans: Alice Clinton
- Jeanette Nolan: Amy Clinton
- Edgar Stehli: Jutge James Tucker
- Donald Barry: Judson Elliot
- Chubby Johnson (No surt als crèdits): Gannon

## Premis i nominacions

### Nominacions
- 1964: Oscar al millor actor secundari per Nick Adams
- 1964: Oscar a la millor direcció artística per George W. Davis, Paul Groesse, Henry Grace i Hugh Hunt